# Abernant
Abernant és un poblet del comtat gal·lès de Sir Gaerfyrddin (anglès: "Carmarthenshire") a 96 km de Cardiff i a 185 km de Londres. El 2011 la població era de 6.047 habitants, dels quals 1.910 (31,6%) parlaven gal·lès i un 60% havien nascut a Gal·les.